# درگاه (آستانه اشرفیه)
درگاه، روستایی از توابع بخش مرکزی شهرستان آستانه اشرفیه در استان گیلان ایران است. این روستا در۴۲ کیلومتری شهر رشت، ۷کیلومتری آستانه اشرفیه، ۱۲ کیلومتری لاهیجان و در ۱۵ کیلومتری دریا است و از محله‌های دو برادران (مسجد حاجی یعقوبی)، چالجیگاه (مسجد شهدای روستا)، حمام سر (مسجد جامع روستا)، پایین محله درگاه (مسجد سید شهداء)، داوود آباد (مسجد میرحیدری یا مسجد سجادیه) و لونده (مسجد صاحب الزمان) است.

## جمعیت
روستای درگاه طبق سرشماری نفوس و مسکن ۱۳۹۰ تعداد ۹۴۱ نفر جمعیت دارد. این روستا دارای شورای مستقل است.